# Dreambeach
Das Dreambeach ist ein Musikfestival der Elektronische Tanzmusik in Spanien, welches jährlich beim Dorf Villaricos, Gemeinde Cuevas del Almanzora  in der Provinz Almería stattfindet.
Das Festival wurde 2013 erstmals am Strand von Villaricos abgehalten und dauerte einen Tag und eine Nacht. Hauptacts waren The Prodigy und Chris Liebing. Das Festival verlängerte sich die nächsten Jahre und geht seit 2016 über fünf Tage mit insgesamt etwa 150.000 Zuschauern auf vier Areas.
Seit 2024 findet das Dreambeach Festival in El Toyo - Retamar in der Provinz Almería statt.

## Künstler (Auswahl)
Armin van Buuren, Martin Garrix, Fedde Le Grand, Dimitri Vegas & Like Mike, Loco Dice, Nina Kraviz, Paul Kalkbrenner, Don Diablo, Yellow Claw, Tale Of Us, M.A.N.D.Y., Ricardo Villalobos, Die Antwoord, Carl Cox u. v. m.